# AN/MPQ-53
AN/MPQ-53 – amerykański mobilny radar na samochodowej platformie kołowej, stanowiący element taktycznego systemu obrony przestrzeni powietrznej MIM-104 Patriot. MPQ-53 jest urządzeniem o fazowanej sieci antenowej, pracującym w zakresie częstotliwości 4-8 GHz (3,75-7,5 cm). Sterowany jest cyfrowym komputerem bojowego centrum zarządzania systemu Patriot AN/MSQ-104 ECS (Engagement Control Station). Radiolokator zamontowany jest na naczepie i wyposażony w płaską antenę typu ścianowego. Zasadnicza cześć anteny składa się z 5161 elementów promieniujących, z których każdy wysyła własną wiązkę elektromagnetyczną w ustalonym kierunku. Radiolokator może obserwować przestrzeń powietrzną w określonym sektorze, śledząc w sposób ciągły maksymalnie 90 do 125 celów jednocześnie w swoim sektorze obserwacji oraz uczestniczyć w naprowadzaniu do 9 pocisków atakujących różne cele.
Po starcie pocisku system antenowy i kierowania pocisku naprowadzany jest na cel komendami z radaru i przechwytuje wiązkę radarową odbitą od celu. Pocisk systemu MIM-104 nie naprowadza się jednak na cel samoczynnie, lecz przesyła dane o celu  do 251-elementowego odbiornika umieszczonego w prawym dolnym rogu naziemnej stacji radarowej. Dane o położeniu celu i pocisku transmitowane przez pocisk wykorzystywane są przez system komputerowy ECS do precyzyjnego wygenerowania sygnałów kierowania pociskiem, co pozwala kierować nim aż do momentu detonacji zapalnika pocisku.
Radar wyposażony jest w interrogator identyfikacji swój-obcy (IFF) AN/TPX-4760(V)7 współpracujący z pokładowymi systemami odzewowymi. Antena interrogatora ma kształt podłużny i znajduje się pod głównymi elementami anteny. Pięć innych niewielkich anten, składających się z 51 elementów, generuje sygnały tłumiące niepożądane szumy, jakie są wypromieniowywane wraz z zasadniczym impulsem po bokach głównej wiązki, czyli tzw. „listki boczne”. Ponieważ stacja MPQ-53 nie wysyła sygnałów jednostajnie, lecz powtarzające się pseudolosowo paczki impulsów na zmiennych częstotliwościach nośnych (w zakresie 4-8 GHz) tworzące określony kod cyfrowy, są one z łatwością oddzielane od zakłóceń wywoływanych przez działanie wrogich urządzeń zakłócających. Dodatkowo, sygnały zakłócające są analizowane przez system radarowy, co ułatwia naprowadzanie pocisków na ich źródło.

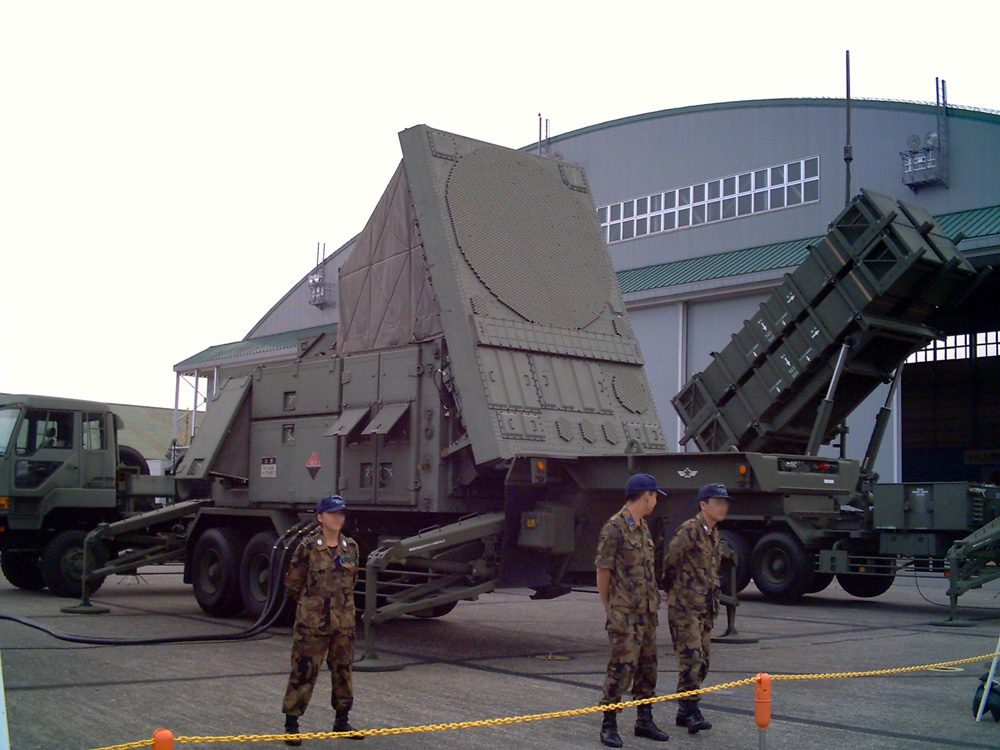
MPQ-53 na wyposażeniu japońskich sił powietrznych

Zasięg radaru wynosi 35-50 km dla obiektu na wysokości 50-100 metrów; do 170 km na wysokości 1000–2000 metrów dla obiektu powietrznego typu samolot myśliwski. Radar może być przełączany na jedną z 32 sekwencji pracy, wykorzystujących 54 różne zakresy działania, obejmujące przede wszystkim rozmaite zabezpieczenia przed zakłóceniami różnych rodzajów. Przełączanie odbywa się w trybie natychmiastowym, bez przerw czasowych między nimi. Sektor śledzenia sięga 60° od jego głównej osi (prostopadłej do płaszczyzny anteny), jednak cel może być wykryty w sektorze ±45° od osi sektora obserwacji. W razie potrzeby, radar może być szybko odwrócony.
Radary tego typu dysponują możliwością pracy sieciowej z wymianą danych między radarami odrębnych baterii, co umożliwia pracę poszczególnych baterii Patriot przy kilku wyłączonych radarach i zapewnia możliwość przygotowania danych do strzału i przesłania ich za pomocą systemów JTIDS class 2M lub ADDS do wyrzutni wchodzących w skład innych baterii Patriot, a nawet wyrzutni odrebnych systemów przeciwlotniczych i antybalistycznych jak lądowy THAAD, czy morski AEGIS. Synchronizacja pracy poszczególnych radiolokatorów umożliwia obróbkę sygnałów odbitych od celu wypromieniowanych przez inne radary sąsiednich baterii, co ułatwia wykrycie i śledzenie samolotów wykonanych w technologii stealth o obniżonej wykrywalności radarowej.
W systemie Patriot PAC-3, radar AN/MPQ-53 został zastąpiony jednostka radiolokacyjną AN/MPQ-65, w którym znacząco usprawniono wyszukiwanie i wykrywanie zagrożeń, zawarto nowocześniejszy system identyfikacji IFF oraz zwiększono sprawność przechwytywania.